# پان یوروپین ایر سرویس
پان یوروپین ایر سرویس (به انگلیسی: Pan Européenne Air Service) یک شرکت هواپیمایی است که در تاریخ ۱۹۷۷ میلادی تأسیس شده است. دفتر مرکزی پان یوروپین ایر سرویس در شامبری، فرانسه واقع شده‌است و قطب این شرکت هواپیمایی در فرودگاه شامبری ساووی قرار دارد.